# Ґаяне Хачатурян
Хачатуря́н Ґаяне́ Лево́нівна (9 травня 1942, Тбілісі — 1 травня 2009, Тбілісі) — відома вірменська художниця, що відрізнялася самобутнім творчим почерком. Автор близько 700 малярських і графічних робіт.

## Біографія
Ґаяне Левоновна Хачатурян народилася 9 травня 1942 року у місті Тбілісі.
У 1949—1955 Ґаяне навчалася в 14-й жіночій загальноосвітній семирічній школі. Потім продовжила навчання в 101 середній школі і паралельно вступила до художньої школи при Художньому училищі ім. Якоба Ніколадзе до класу педагога Гугулі Курдіані, де навчалася чотири роки — з 12 до 16 років.
У 1962 році познайомилася з художником Олександром Бажбеук-Мелікяном, який розпізнав у ній яскравий художній талант, багато в чому допомагав і підтримував Гаяне на початковому етапі мистецького життя.
У 1967 р. художниця познайомилася з режисером Сергієм Параджановим, зустріч з яким мала величезне значення протягом усього подальшого життя Ґаяне. На початку 1967 р. з ініціативи Параджанова в Єревані відбулася перша персональна неофіційна виставка у Вірменському Будинку працівників мистецтв.
Андрій Тарковський дорожив дружбою з Ґаяне, він захоплювався її полотнами, самобутнім талантом, її світом магічного реалізму. Андрій Тарковський, прибувши до Тбілісі, часто спілкувався з Ґаяне. Одним з перших відкрив Ґаяне — художницю Тельман Зурабян. Він написал про неї у своїй книзі «Несмолкаемое эхо», яка вийшла у 1976 р. У своєму эсе «Ґаяне», присвяченому художниці, він писав: "Блискуча! Саме блискуча! Інакше не назвати художницю, що створила це диво — світ осяянь, блиску. Де все незвично і в той же час — звично. І пишність та блиск не в сюжеті зображуваного — розкіш та мішура їй неприємні, а в самому її таланті, вмінні перетворити найзвичайніше, повсякденне у видовище, театр. І навіть у картинах, пов'язаних зі спогадами про важку хворобу, овіяних сумом, виражених у приглушеній гамі, де-не-де, та й спалахне іскорка цього блиску. Люди, пейзажі і взагалі саме життя у всіх проявах, нехай навіть в найважчих, повинні бути перетворені красою та вишуканістю. І немає нічого такого, що може витравити в ній цю іскорку. Ґаяне відноситься до рідкісного числа художників, які сповідують у своєму живописі художній напрям: Магічний реалізм, послідовників, яких дуже мало. Ось це яскраве сузір'я: Хорхе Луїс Борхес, Рене Магрітт, Марк Шагал, Пітер Дойг, Фріда Кало, Гаяне Хачатурян, Валерій Ханукаев.
Ґаяне Хачатурян належить до покоління митців, які сповідували свободу творчості, визначили у 1960-і роки новий підйом вірменського мистецтва. Внутрішня свобода спонукала Ґаяне слідувати голосу душі і створювати свої, подібні до видінь, образи. Тифліс, де народилася художниця, з його схожими на театральні підмостки двориками і вуличками, захоплюючі розповіді матері про красу міста Агуліса (нині село АЙЛІС Нахічеванської автономного Республіки Азербайджанської Республіки), — все це стало підґрунтям, яке живило уяву Ґаяне; особливе місце займала в цих оповіданнях-спогадах бабуся Ґаяне, добросердя якої почитав весь Гохтан. Всі свої картини Ґаяне підписувала вірменською, а їх назви писала на звороті російською. Якось Ґаяне зізналася мені, що на невеликі гроші, одержувані нею за картини, вона завжди допомагала бідним сім'ям. Серед кращих її полотен виділяється картина «Реквієм» — вона сприймається нині, як хвилюючий символ передчасно відходу з життя самої Ґаяне … (Шаен Хачатрян)
Сама Ґаяне сказала у розмові з Валерієм Ханукаевим: Я завжди прагнула показати свій світ, світ магічного реалізму, але хвороби і нерви, виснажили мої сили, моє здоров'я. Скоро Венеціанське Бієнале, я знаю, що коли виставлять мої полотна і графіки, вони принесуть мені великий успіх, той незаслужений успіх, який випав мені перед моєю смертю, але мені це все вже байдуже, оскільки я сама вважаю свої картини, ще не шедеврами … (Тбілісі 14 квітня 2009 онкологічна лікарня Метула, уривок бесіди Ґаяне Хачатурян і Валерія Ханукаева).
Зі згоди Ґаяне Хачатурян і під її особистим керівництвом у 2008 р. колекціонер Валерій Ханукаев заснував Міжнародний Фонд Ґаяне Хачатурян, президентом якого він і є. Фонд Ґаяне Хачатурян займається проведенням виставок, збором художніх матеріалів, створенням архіву, дослідженням творчої і художньої спадщини художниці.
У Ґаяне Хачатурян ніколи не було учнів. Вона померла 1 травня 2009 р у Тбілісі. Похована в Пантеоні Великих вірменських письменників, культурних і громадських діячів «Ходжіванк» у Тбілісі

## Творчий шлях

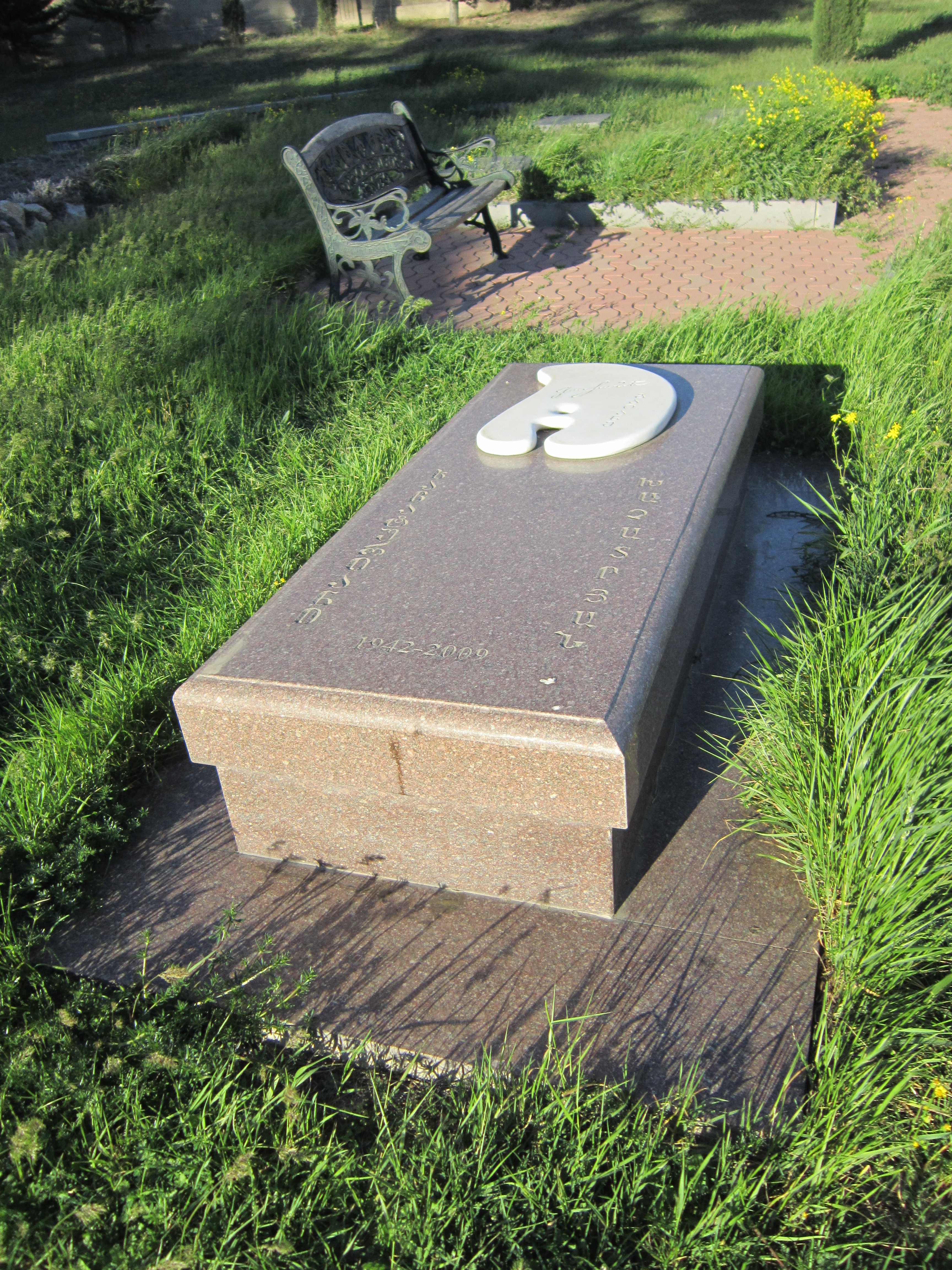
Могила Ґаяне, Ходживанк

На початку 1967 року за підтримки Параджанова в Єревані відбулася перша персональна (неофіційна) виставка Ґаяне Хачатурян. Нижче представлені офіційні виставки :
- 1968 — редакція журналу «Декоративне мистецтво», Москва.
- 1970 — Державна картинна галерея Грузії — виставка самодіяльних художників і народних умільців Грузії.
- 1971 — «Будинок Художників», Єреван.
- 1972 — "Будинок акторів Грузії ім. А. Хорава ", Тбілісі.
- 1978 — Музей сучасного мистецтва, Єреван — Гаяне стала постійним експонентом музею.
- 1978 — «Фонд Галуста Гюльбенкяна», Лісабон, Португалія.
- 1979 — «Фонд Галуста Гюльбенкяна», Париж — Ліон — Марсель, Франція.
- 1979 — «Фонд Галуста Гюльбенкяна», Бейрут, Ліван.
- 1987 — «Дні культури Вірменії в Венеції», Венеція, Італія.
- 1995 — «Сучасне мистецтво Вірменії у Франції», Париж — Мец — Пуатьє — Понтіві, Франція — персональна виставка.
- 1995 — Палац юстиції, Париж, Франція — «Шляхи Вірменії», асоціація «Шляхи мистецтва».
- Рік випуску 1996 — Національна галерея Вірменії , Єреван — виставка художників Грузії у Вірменії.
- 2001 — Галерея «Дом Нащокина», Москва — «Я — Гаяне з Тифліса» (персональна виставка).
- 2009 — Державний центр сучасного мистецтва, Москва — «Живопис — кіно» Андрій Тарковський, Сергій Параджанов, Гаяне Хачатурян.
- 2009 — 53-та Всесвітня Венеціанська художня бієнале, Венеція, Італія — Організаторами виставки виступили Міжнародний фонду Гаяне Хачатурян і Міністерство культури Республіки Вірменія.
- 2010 — Національна галерея Вірменії і Міжнародний фонду Гаяне Хачатурян — «Виставка присвячена пам'яті Гаяне».

Картини Гаяне знаходяться в постійній експозиції в Національній галереї Вірменії, в музеї сучасного мистецтва Вірменії. Неабиякий, самобутній талант Гаяне гідно оцінений багатьма відомими людьми. Полотна Гаяне зберігаються в багатьох приватних колекціях по всьому світу. Серед її друзів і шанувальників: Тоніно Гуерра, Володимир Співаков , Юрій Любимов, Ельдар Рязанов, Алла Демидова, Франсуаза Саган, Ів Сен-Лоран, Отар Іоселіані, Гія Канчелі, Євген Примаков, Михайло Туманішвілі, Андрій Тарковський, Мартирос Сар'ян.

## Гаяне Хачатурян у кіно
Про художницю знято три фільми:
- 1971 — «Гаяне» — режисер Юрій Ерзнкян, з передмовою народного художника СРСР Мартироса Сар'яна.
- 1978 — «Блакитний вітер, запах мигдалю» — режисер Рубен Геворкянц.
- 2006 — «Я — Гаяне з Тифліса» — режисер Левон Григорян.